# Vota
VOTA (früher bekannt als Casting Pearls) ist eine christliche Rockband aus Lincoln, Nebraska (USA). Frontmann ist Bryan Olesen, ehemaliger Gitarrist der Band Newsboys. Bassist ist Case Maranville, Schlagzeuger Scott Rutz, Keyboard und zweite Gitarre spielt Riley Friesen. Die Band ist bei INO Records unter Vertrag.
Ihr erstes Album brachte Vota 2004 heraus, „Casting Pearls“. 2009 brachte die Gruppe zeitgleich mit der Umbenennung der Band (um Verwechslungen mit der christlichen Gruppe Casting Crowns zu vermeiden) ihr neues Album, Vota, heraus.